# Angeln

El mapa muestra la península de Angeln (al este de Flensburgo y Schleswig) y la península de Schwansen (al sur de Schlei).

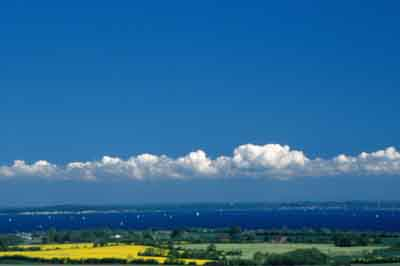
El Fiordo de Flensburgo

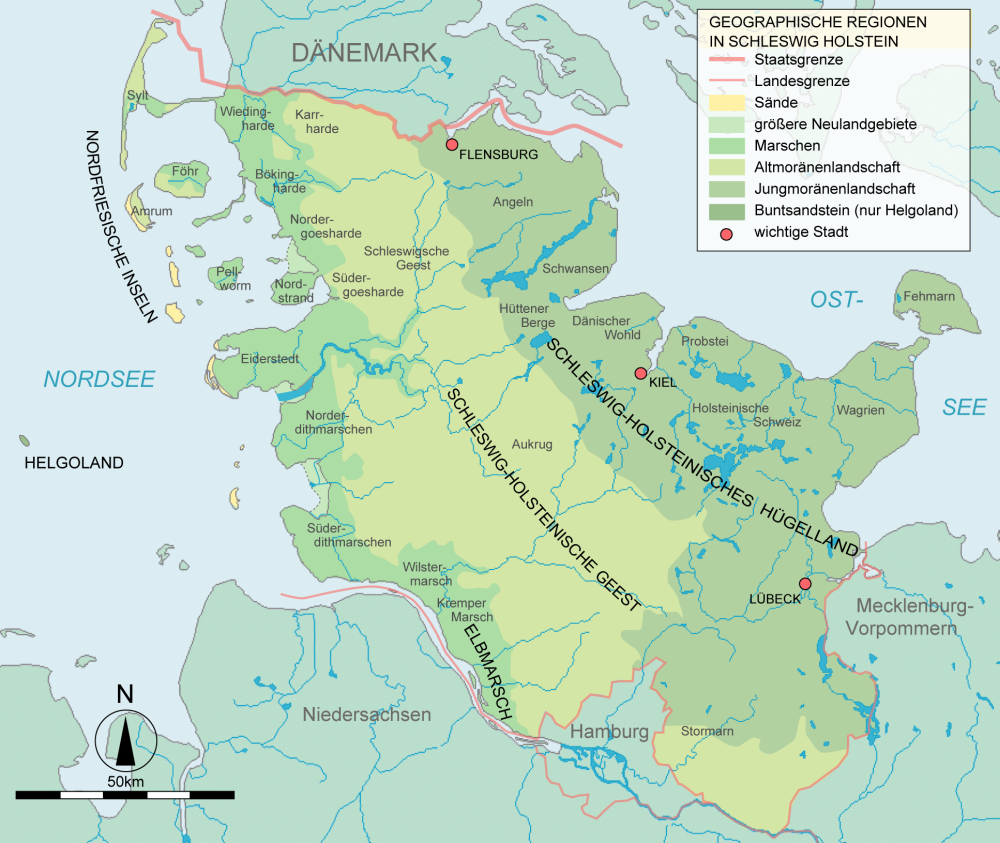
Las regiones geográficas del estado de Schleswig-Holstein, Alemania

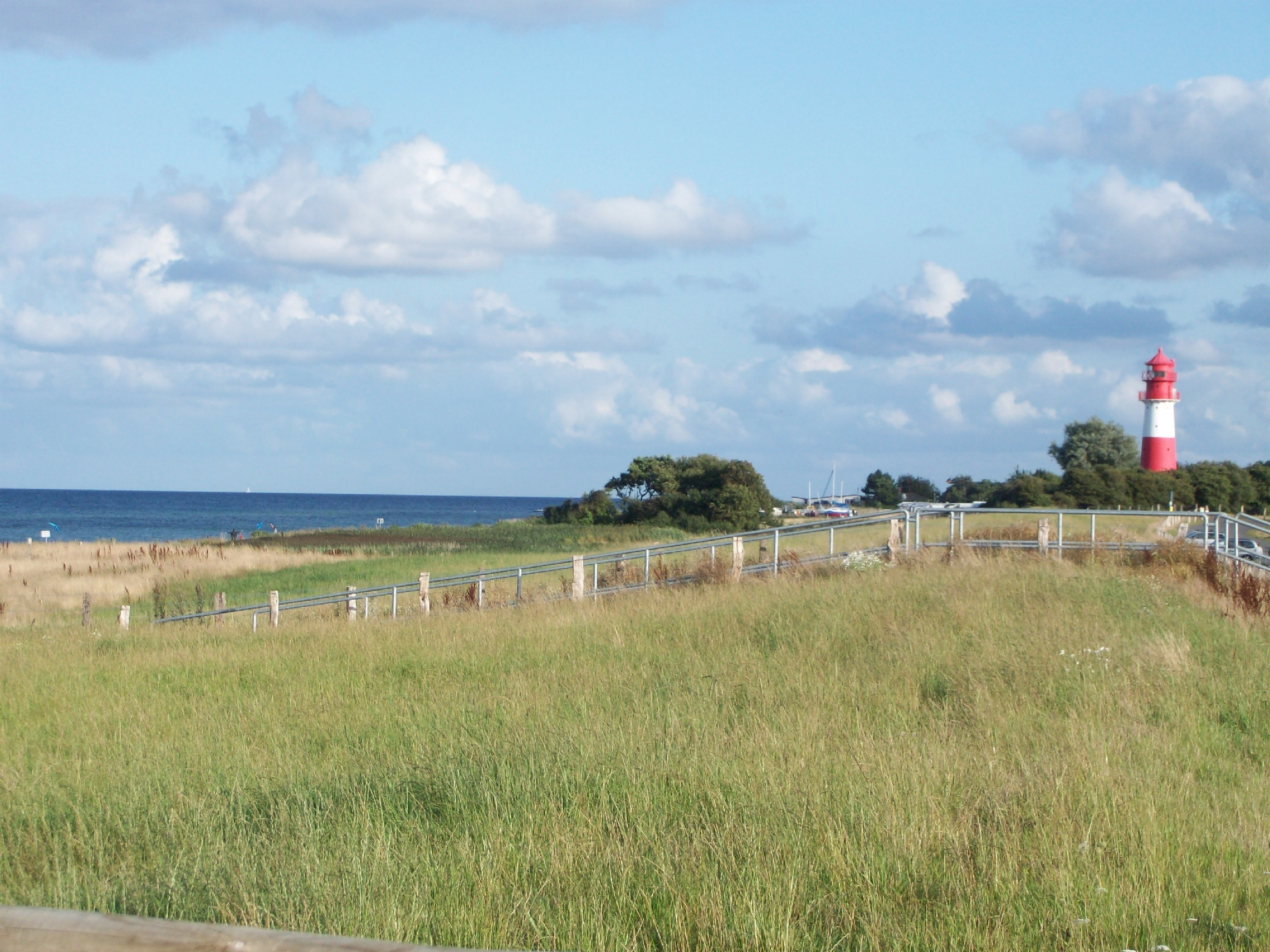
El faro de Falshöft, Pommerby

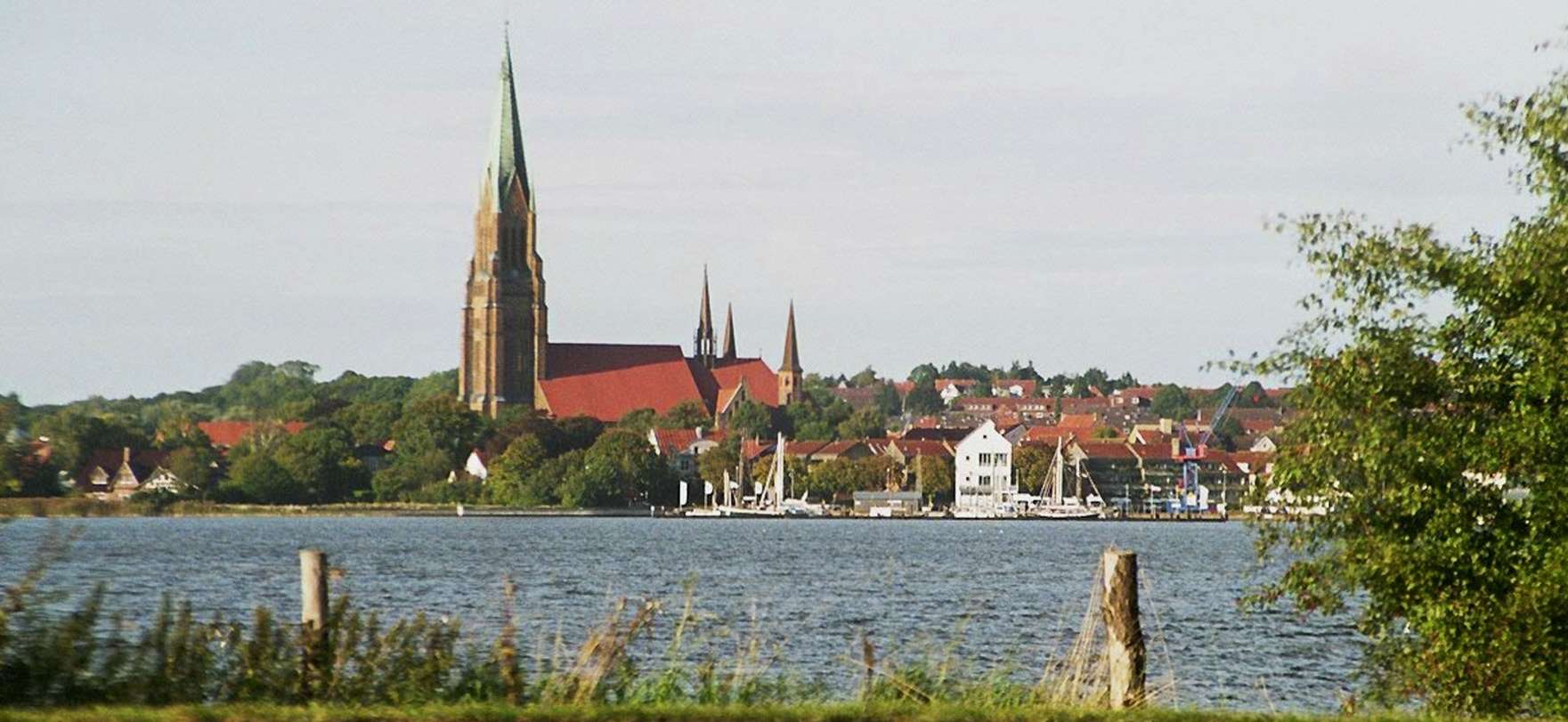
Schleswig

Angeln o Anglia (en alemán: Angeln, en danés: Angel, en latín: Anglia) es una pequeña península (dentro a su vez de la península de Jutlandia) en Schleswig Meridional, al norte de Schleswig-Holstein, Alemania, sobresaliendo a la bahía de Kiel. Está separada de la cercana península de Schwansen (en danés: Svans o Svansø) por la ensenada de Schlei, y de la isla danesa de Als por el estuario de Flensburgo. La pertenencia de la Angeln antigua a estas fronteras es incierta. Puede haber sido algo mayor, pero las fuentes antiguas concuerdan principalmente en que incluía el territorio de la Angeln moderna. La importancia de Angeln trasciende sus pequeñas fronteras actuales, ya que es de donde se cree que proceden los anglos, una tribu germánica que migró hacia el centro, norte y este de Inglaterra. Esta migración llevó a que su nueva patria adquiriera su nombre: "Inglaterra" (Tierra de los anglos). Tanto Inglaterra como el idioma inglés, por tanto, reciben sus nombres de los anglos y de Angeln.

## Nombre
Se piensa que el nombre de los anglos deriva del nombre del área que habitaron, Angeln. Recientemente se ha planteado la hipótesis de que se originó de la raíz germánica para estrecho (compárese con el alemán eng = "estrecho"), que significa "el Estrecho [de agua]", o sea, el Estuario de Schlei; la raíz podría ser angh, "ajustado". Otra teoría es que el nombre significaba "anzuelo", como en el método de pesca llamado "angling". Julius Pokorny, un destacado lingüista del indoeuropeo, lo deriva de *ang-, "doblar".
Angeln está situada en la gran ensenada que enlaza la costa báltica con Jutlandia, lo que es principalmente la bahía de Kiel (Kieler Bucht), aunque también la llaman Holsteiner Bucht.
Los anglos formaron parte de la Federación de los Ingaevones, con su mítico ancestro y dios de la fertilidad Yngvi, y ambos términos podrían compartir la misma raíz (inglish -> anglish). Pokorny recalca el posible uso de esta raíz etimológica en otros nombres antiguos, como Hardanger y Angrivarii.

## Historia temprana
Artículo principal: Anglos
La región estuvo habitada por la tribu germánica de los anglos, que, junto con los sajones y los jutos, dejaron sus tierras para migrar hacia Britania en los siglos V y VI. Durante el periodo 449-455, la Crónica anglosajona, escrita en 890 aprox., describe cómo el rey Vortigern (un rey tribal britano) invitó a los anglos a venir y recibir tierras a cambio de ayudarle a defenderse de los saqueadores pictos. Los anglos cumplieron con éxito lo pactado y tomaron la tierra disponible, considerando a los britanos como gente de "menos valor" (de hecho, el desprecio racial de los anglos hacia los britanos fue un invento del monje Gildas, que es parte fundadora del origen del mito. Su objetivo era vilipendiar la decadencia del liderazgo britano). Continuó la emigración indiscriminada de los anglos y pueblos germánicos emparentados.
La Crónica, encargada por el rey Alfredo el Grande, se nutrió de tradiciones orales previas y de los pocos fragmentos escritos disponibles. El mejor de estos, escrito alrededor de 730, fue el del monje Beda, cuya historia de la Cristiandad inglesa contenía el siguiente reporte del origen y distribución de los anglos:
"... de los anglos, esto es, el país llamado Anglia, y que se dijo, a partir de ese momento, que permaneció desierto hasta la fecha, entre las provincias de los Jutos y los Sajones, han descendido los anglos orientales, los anglos centrales, los mercianos, toda la raza de los northumbrios, esto es, de aquellas naciones que moran a la orilla norte del río Humber, y las otras naciones de los ingleses." (Historia Eclesiástica de Beda de la Nación Inglesa, Libro I, Capítulo XV, 731 A.D.)
La frase "al norte del Humber" se refiere al reino septentrional de Northumbria, que incluye lo que hoy es el norte y el noreste de Inglaterra y parte del sur de Escocia. Mercia se localizaba en el centro de Inglaterra y a grandes rasgos corresponde con lo que se conoce ahora como los Midlands ingleses.
Se ha sospechado durante mucho tiempo de todas las fuentes germánicas que este informe es muy simple, una sospecha confirmada por la arqueología, es decir, las fíbulas o broches usados por las mujeres. En esencia, hay dos tipos, el broche de platillo y el broche cruciforme. La costa oriental y el norte británico fueron poblados por mujeres que llevaban broches cruciformes, que vinieron de la Escandinavia costera, de toda Dinamarca y de Schleswig-Holstein por todo el sur hasta el bajo Elba y por todo el este hasta el Oder, así como un bolsillo en la costa de Frisia, el lugar de embarque.
El centro-sur de Gran Bretaña fue poblado por mujeres que llevaban broches de platillo, que vinieron de la Baja Sajonia, al sur del bajo Elba y bolsillos entre los entonces francos subiendo el Rin y por toda la costa hasta la desembocadura del Sena. Estas son las áreas de Inglaterra que son etiquetadas explícitamente como sajonas: Sussex, Wessex y Essex. El asentamiento de Kent es atribuido a los jutos (que vivían originalmente al norte de los anglos).
Esto lleva a la conclusión de que los "anglos" descritos por Beda incluían todas las gentes que poblaban las modernas Schleswig-Holstein y Pomerania Occidental al sur del primer gran codo del Elba, y potencialmente miembros de grupos relacionados lingüísticamente, que fueron registrados bajo diferentes nombres agrupados por etnólogos posteriores como Ingaevones.

## Historia reciente

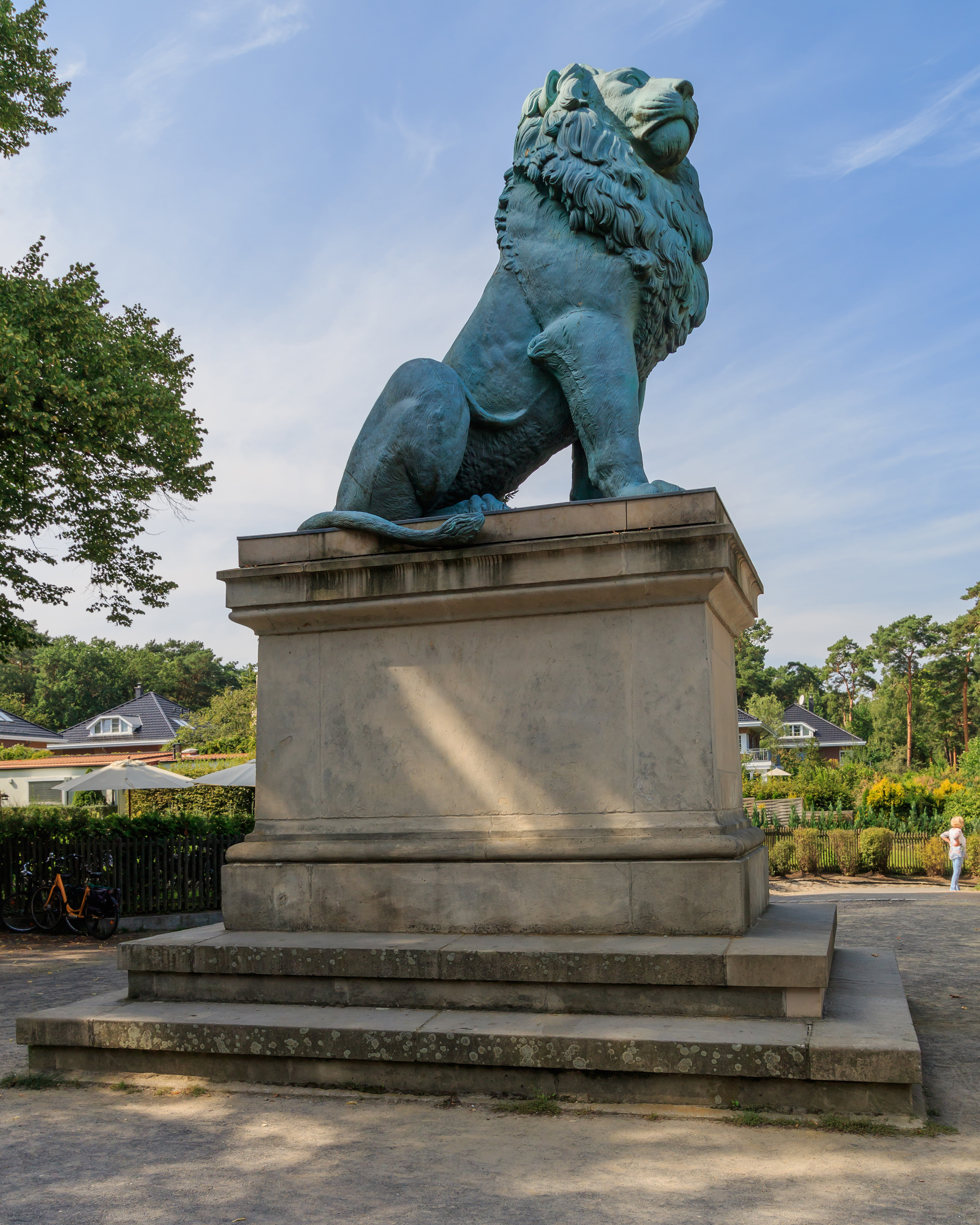
El León de Isted, copia de Berlín.

Después de que los anglos partieron desde Angeln, por el siglo VIII, la región fue ocupada por los vikingos daneses. Esto está reflejado en el gran número actual de topónimos que terminan en -by (que significa aldea) en la región. En la época vikinga, el cronista Æthelweard informa que la ciudad más importante en Angeln era Hedeby.
La historia posterior de Angeln está incluida en la de la región mayor a la que pertenece, lo que vino a conocerse como Jutlandia Meridional o Ducado de Schleswig (en danés: Slesvig). Hasta el siglo XIX, la zona perteneció sobre todo a Dinamarca. Pero, en términos de herencia étnica y lingüística, evolucionó una población mixta germano-danesa. Dinamarca perdió Schleswig en favor de Austria y Prusia en 1864 como resultado de la guerra de los Ducados. En 1920, siguiendo a la derrota alemana en la Primera Guerra Mundial, se celebró un plebiscito para determinar qué zonas deberían regresar al dominio danés. Como resultado del plebiscito, gran parte de Schleswig retornó a Dinamarca, pero Angeln permaneció en Alemania. Véase el Asunto de Schleswig-Holstein para una historia detallada.